# SNCASE SE-5000 Baroudeur
SNCASE SE-5000 Baroudeur – francuski myśliwiec doświadczalny, biorący udział w konkursie na standardowy, lekki myśliwiec taktyczny przeznaczony dla sił powietrznych państw NATO (Light Weight Strike Fighter). Konstruktorem samolotu był polski inżynier Wsiewołod Jakimiuk. Po wybudowaniu pięciu maszyn prototypowych konstrukcja nie była dalej rozwijana.

## Historia
Ideą przyświecającą powstaniu maszyny było stworzenie samolotu, którego przeznaczeniem było operowanie w strefie przyfrontowej potencjalnych konfliktów w warunkach braku lotnisk z betonowymi pasami startowymi. Z tego też powodu maszyna miała być zdolna do operowania z lotnisk gruntowych, pokrytych trawą lub śniegiem przy minimalnym zaangażowaniu obsługi naziemnej. Pracę nad nowym samolotem rozpoczęto w maju 1952 roku a rok później, 1 sierpnia 1953 roku w powietrze po raz pierwszy wzbił się gotowy prototyp. Aby sprostać wymaganiom startu i lądowania na ziemi Jakimiuk zastosował rozwiązanie znane z niemieckiego samolotu Arado Ar 234, w którym zamiast stałego podwozia zastosowano wózek startowy i płozy służące do lądowania. Podobnie wyposażono SE-5000, start odbywał się po umieszczeniu samolotu na trójkołowym wózku, który w celu szybszego osiągnięcia prędkości oderwania się od ziemi można było wyposażyć w silniki rakietowe na stały materiał pędny. Po locie maszyna lądowała na trzech płozach, dwóch umieszczonych w dolnej części kadłuba po obu jego stronach oraz trzeciej płozie ogonowej. To dość niezwykłe rozwiązanie zostało zaprezentowane publicznie podczas 21 Międzynarodowego Salonu Lotniczego w Paryżu w czerwcu 1955 roku. Samolot wystartował z wózka a następnie wylądował na płozach na miękkim gruncie. Po wylądowaniu samolot ponownie wciągnięto na wózek i samolot powtórnie wystartował, cała operacja trwała kilka minut i przeprowadzono ją bez wyłączania silnika samolotu. W 1954 roku ogłoszono konkurs na nowy samolot myśliwsko szturmowy mający stać się standardową maszyną sił powietrznych państw NATO. Wśród licznych konstrukcji, które stanęły do rywalizacji znalazła się również maszyna Jakimiuka. Niestety dla SE-5000 przeprowadzone w 1957 roku badania porównawcze biorących udział w konkursie samolotów wyłoniły zwycięzcę, którym został włoski Fiat G.91. Po wybudowaniu pięciu prototypów konstrukcja SE-5000 nie była dalej rozwijana i cały program budowy anulowano.

## Konstrukcja
Baroudeur był całkowicie metalowym, jednomiejscowym, wolnonośnym średniopłatem. Skrzydło skośne (38°) z niewielkim ujemnym wzniosem. Usterzenie poziome zamontowane w 3/4 wysokości usterzenia pionowego. Kadłub o półskorupowej konstrukcji. Wloty powietrza do silnika znajdowały się w krawędzi natarcia skrzydeł w ich przykadłubowej części. 

## Wersje
- S.E.5000 Badoudeur - dwa samoloty napędzane silnikiem SNECMA Atar 101C.
- S.E.5003 Baroudeur - trzy maszyny w wersji przedprodukcyjnej napędzane silnikiem SNECMA Atar 101D.